# Nicolas Jackson
Nicolas Jackson (Banjul, 20 giugno 2001) è un calciatore senegalese, attaccante del Chelsea e della nazionale senegalese.

## Caratteristiche tecniche
Attaccante centrale di piede destro, ma che può anche giocare come ala sinistra, è dotato di una buona tecnica e grande velocità, grazie alla quale è bravo ad attaccare la profondità alle spalle dei difensori. Grazie alla sua altezza possiede anche una buona elevazione.

## Carriera

### Club

#### Gli inizi, Villarreal
Dopo aver mosso i primi passi da calciatore in patria nel Casa Sports, nel settembre 2019 viene acquistato dal Villarreal, che lo aggrega al proprio settore giovanile.
Il 5 ottobre 2020, viene ceduto in prestito per una stagione al Mirandés, in Segunda División. Fa il suo esordio con la nuova squadra il 18 ottobre successivo, subentrando a Antonio Caballero nel pareggio per 0-0 contro il Maiorca. Realizza la sua prima rete il 28 novembre, nel pareggio per 1-1 contro il Castellón.
Rientrato dal prestito, esordisce con la maglia del Villarreal il 3 ottobre 2021, giocando l'incontro della Liga vinto per 2-0 contro il Betis, mentre realizza la sua prima rete in campionato il 13 agosto 2022, nella vittoria esterna per 0-3 sul campo del Real Valladolid.
Nel gennaio del 2023, durante la finestra di mercato invernale, Jackson viene accostato al Bournemouth, squadra della Premier League, che concorda con il Villarreal un'offerta ufficiale di circa 23 milioni di euro; tuttavia, il giocatore non supera le visite mediche per via di problemi ai muscoli ischiocrurali, e il trasferimento viene conseguentemente annullato.

#### Chelsea
Nicolas Jackson del Chelsea ha giocato la maggior parte delle gare della sua squadra in Premier League nel 2024/2025, avendo collezionato 19 presenze, per un totale di 1457 minuti. È partito titolare in 18 di queste presenze, su 20 giornate, ed è entrato a gara in corso 1 volta. Il 28 maggio 2025 vince la UEFA Conference League con i Blues, in cui nella finale di Breslavia, vinta per 4-1 sul Betis Siviglia segna la rete del parziale 2-1.

### Nazionale
Nel novembre del 2022, Jackson ha ricevuto la sua prima convocazione con la nazionale maggiore, venendo incluso dal CT Aliou Cissé nella rosa partecipante ai Mondiali di calcio in Qatar. Esordisce alla prima giornata, in occasione della sconfitta per 0-2 contro i Paesi Bassi.
Nel 2023 viene convocato per la Coppa d'Africa.
L'11 ottobre 2024 realizza la sua prima rete per il Senegal nel successo per 4-1 contro il Malawi.

## Statistiche

### Presenze e reti nei club
Statistiche aggiornate al 20 giugno 2025.
| Stagione          | Squadra           | Campionato        | Campionato | Campionato | Coppe nazionali | Coppe nazionali | Coppe nazionali | Coppe continentali | Coppe continentali | Coppe continentali | Altre coppe | Altre coppe | Altre coppe | Totale | Totale |
| Stagione          | Squadra           | Comp              | Pres       | Reti       | Comp            | Pres            | Reti            | Comp               | Pres               | Reti               | Comp        | Pres        | Reti        | Pres   | Reti   |
| ----------------- | ----------------- | ----------------- | ---------- | ---------- | --------------- | --------------- | --------------- | ------------------ | ------------------ | ------------------ | ----------- | ----------- | ----------- | ------ | ------ |
| 2020-2021         | Mirandés          | SD                | 16         | 1          | CR              | 1               | 0               | -                  | -                  | -                  | -           | -           | -           | 17     | 1      |
| 2021-2022         | Villarreal        | PD                | 9          | 0          | CR              | 1               | 0               | UCL                | -                  | -                  | SU          | -           | -           | 10     | 0      |
| 2022-2023         | Villarreal        | PD                | 26         | 12         | CR              | 2               | 0               | UECL               | 10                 | 1                  | -           | -           | -           | 38     | 13     |
| Totale Villarreal | Totale Villarreal | Totale Villarreal | 35         | 12         |                 | 3               | 0               |                    | 10                 | 1                  |             | -           | -           | 48     | 13     |
| 2023-2024         | Chelsea           | PL                | 35         | 14         | FACup+CdL       | 4+5             | 2+1             | -                  | -                  | -                  | -           | -           | -           | 44     | 17     |
| 2024-2025         | Chelsea           | PL                | 30         | 10         | FACup+CdL       | 0+0             | 0+0             | UECL               | 4                  | 3                  | Cmc         | 2           | 0           | 36     | 13     |
| Totale Chelsea    | Totale Chelsea    | Totale Chelsea    | 65         | 24         |                 | 9               | 3               |                    | 4                  | 3                  |             | 2           | 0           | 80     | 30     |
| Totale carriera   | Totale carriera   | Totale carriera   | 116        | 37         |                 | 13              | 3               |                    | 14                 | 4                  |             | 2           | 0           | 145    | 44     |

### Cronologia presenze e reti in nazionale
| Cronologia completa delle presenze e delle reti in nazionale ― Senegal | Cronologia completa delle presenze e delle reti in nazionale ― Senegal | Cronologia completa delle presenze e delle reti in nazionale ― Senegal | Cronologia completa delle presenze e delle reti in nazionale ― Senegal | Cronologia completa delle presenze e delle reti in nazionale ― Senegal | Cronologia completa delle presenze e delle reti in nazionale ― Senegal | Cronologia completa delle presenze e delle reti in nazionale ― Senegal | Cronologia completa delle presenze e delle reti in nazionale ― Senegal |
| Data                                                                   | Città                                                                  | In casa                                                                | Risultato                                                              | Ospiti                                                                 | Competizione                                                           | Reti                                                                   | Note                                                                   |
| ---------------------------------------------------------------------- | ---------------------------------------------------------------------- | ---------------------------------------------------------------------- | ---------------------------------------------------------------------- | ---------------------------------------------------------------------- | ---------------------------------------------------------------------- | ---------------------------------------------------------------------- | ---------------------------------------------------------------------- |
| 21-11-2022                                                             | Doha                                                                   | Senegal                                                                | 0 – 2                                                                  | Paesi Bassi                                                            | Mondiali 2022 - 1º turno                                               | -                                                                      | 74’                                                                    |
| 17-6-2023                                                              | Cotonou                                                                | Benin                                                                  | 1 – 1                                                                  | Senegal                                                                | Qual. Coppa d'Africa 2023                                              | -                                                                      | 87’                                                                    |
| 20-6-2023                                                              | Lisbona                                                                | Brasile                                                                | 2 – 4                                                                  | Senegal                                                                | Amichevole                                                             | -                                                                      | 88’ 90’                                                                |
| 12-9-2023                                                              | Dakar                                                                  | Senegal                                                                | 0 – 1                                                                  | Algeria                                                                | Amichevole                                                             | -                                                                      |                                                                        |
| 18-11-2023                                                             | Diamniadio                                                             | Senegal                                                                | 4 – 0                                                                  | Sudan del Sud                                                          | Qual. Mondiali 2026                                                    | -                                                                      | 63’                                                                    |
| 21-11-2023                                                             | Lomé                                                                   | Togo                                                                   | 0 – 0                                                                  | Senegal                                                                | Qual. Mondiali 2026                                                    | -                                                                      | 74’                                                                    |
| 15-1-2024                                                              | Yamoussoukro                                                           | Senegal                                                                | 3 – 0                                                                  | Gambia                                                                 | Coppa d'Africa 2023 - 1º turno                                         | -                                                                      | 58’                                                                    |
| 19-1-2024                                                              | Yamoussoukro                                                           | Senegal                                                                | 3 – 1                                                                  | Camerun                                                                | Coppa d'Africa 2023 - 1º turno                                         | -                                                                      | 81’                                                                    |
| 23-1-2024                                                              | Yamoussoukro                                                           | Guinea                                                                 | 0 – 2                                                                  | Senegal                                                                | Coppa d'Africa 2023 - 1º turno                                         | -                                                                      | 88’                                                                    |
| 29-1-2024                                                              | Yamoussoukro                                                           | Senegal                                                                | 1 – 1 dts (4 - 5 dtr)                                                  | Costa d'Avorio                                                         | Coppa d'Africa 2023 - Ottavi di finale                                 | -                                                                      | 67’                                                                    |
| 22-3-2024                                                              | Amiens                                                                 | Senegal                                                                | 3 – 0                                                                  | Gabon                                                                  | Amichevole                                                             | -                                                                      | 65’                                                                    |
| 26-3-2024                                                              | Amiens                                                                 | Senegal                                                                | 1 – 0                                                                  | Benin                                                                  | Amichevole                                                             | -                                                                      | 64’                                                                    |
| 6-6-2024                                                               | Diamniadio                                                             | Senegal                                                                | 1 – 1                                                                  | RD del Congo                                                           | Qual. Mondiali 2026                                                    | -                                                                      | 90’                                                                    |
| 6-9-2024                                                               | Diamniadio                                                             | Senegal                                                                | 1 – 1                                                                  | Burkina Faso                                                           | Qual. Coppa d'Africa 2025                                              | -                                                                      | 82’                                                                    |
| 9-9-2024                                                               | Lilongwe                                                               | Burundi                                                                | 0 – 1                                                                  | Senegal                                                                | Qual. Coppa d'Africa 2025                                              | -                                                                      | 61’                                                                    |
| 11-10-2024                                                             | Dakar                                                                  | Senegal                                                                | 4 – 0                                                                  | Malawi                                                                 | Qual. Coppa d'Africa 2025                                              | 1                                                                      | 81’                                                                    |
| 15-10-2024                                                             | Lilongwe                                                               | Malawi                                                                 | 0 – 1                                                                  | Senegal                                                                | Qual. Coppa d'Africa 2025                                              | -                                                                      | 59’ 72’                                                                |
| 14-11-2024                                                             | Bamako                                                                 | Burkina Faso                                                           | 0 – 1                                                                  | Senegal                                                                | Qual. Coppa d'Africa 2025                                              | -                                                                      | 64’                                                                    |
| 10-6-2025                                                              | West Bridgford                                                         | Inghilterra                                                            | 1 – 3                                                                  | Senegal                                                                | Amichevole                                                             | -                                                                      | 81’                                                                    |
| Totale                                                                 |                                                                        | Presenze                                                               | 19                                                                     |                                                                        | Reti                                                                   | 1                                                                      |                                                                        |

## Palmarès

### Competizioni internazionali
- UEFA Conference League: 1

Chelsea: 2024-2025
- Coppa del mondo per club: 1

Chelsea: 2025